# Royal Philharmonic Orchestra

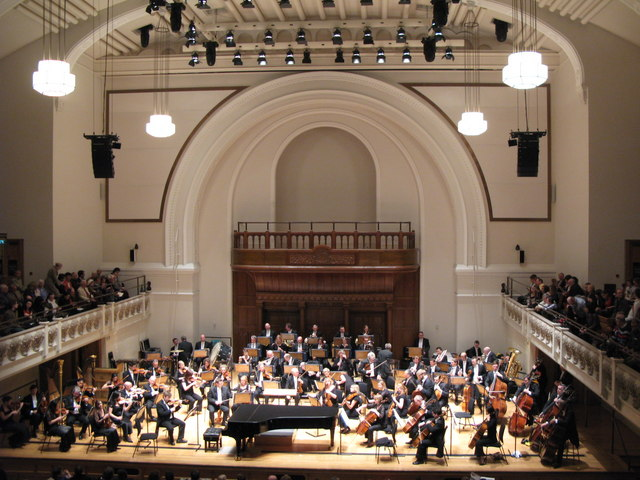
Das Royal Philharmonic Orchestra

Das Royal Philharmonic Orchestra (RPO) ist ein britisches Orchester, Hauptspielort ist die Londoner Cadogan Hall. Es unternimmt ausgiebige Konzerttourneen.

## Geschichte
Das RPO wurde 1946 von Sir Thomas Beecham gegründet und spielte am 15. September 1946 in Croydon sein erstes Konzert. Beecham war Erster Dirigent bis zu seinem Tod 1961. Ihm folgte Rudolf Kempe (bis dahin stellvertretender Dirigent), der 1970 den Titel Dirigent auf Lebenszeit (Conductor for Life) erhielt. Es folgten als musikalische Leiter bzw. Erste Dirigenten Antal Doráti (1975–78), Walter Weller (1980–85), André Previn (1985–92) und Vladimir Ashkenazy (1987–94). Juri Temirkanow wurde 1992 zum Ersten Dirigenten ernannt, und Daniele Gatti 1996 zum musikalischen Leiter. Sein Nachfolger wurde Charles Dutoit, Gatti begleitet das Orchester jedoch weiterhin als Conductor Laureate.
Mit der Saison 2009/2010 übernahm Charles Dutoit das Amt des Künstlerischen Direktors. 2017 wurde auch er zum Conductor Laureate auf Lebenszeit ernannt.
Im Januar 2018 trat Dutoit, der sexueller Übergriffe beschuldigt wurde, mit sofortiger Wirkung von seinen Ämtern zurück. Der Ehrentitel wurde ihm zum gleichen Zeitpunkt aberkannt.
Musikalischer Direktor ist seit der Saison 2021–2022 Vasily Petrenko.
1950 ging das Orchester auf Tournee in die USA, und wurde so nach dem London Symphony Orchestra 1912 das zweite britische Orchester, das die Vereinigten Staaten besuchte.
Ebenso wie Aufführungen von Werken des klassischen Repertoires hat das RPO auch eine Reihe von Filmmusiken eingespielt, etwa diejenige zu Michael Powells und Emeric Pressburgers Die roten Schuhe. Es gab Projekte zusammen mit Rockbands wie 1969 das Concerto for Group and Orchestra von Deep Purple. Es nahm die Plattenreihe Hooked on Classics auf, wie auch diverse Poparrangements unter anderem von Pink Floyd, Queen und ABBA. Seit kurzem ist das Orchester eng mit dem britischen Sender Classic FM verbunden. Die offizielle Version der Erkennungsmusik der UEFA Champions League wurde vom RPO eingespielt.
Im Oktober 2003 nahmen 14 RPO-Musiker die Streicherparts zu mehreren Teilen des 2004 erschienenen Albums A Semblance of Normality der britischen Folk-Metal-Band Skyclad auf.
Verbunden mit dem Royal Philharmonic Orchestra ist das 1987 gebildete Royal Philharmonic Concert Orchestra, das sich der Wiedergabe der leichteren Klassik widmet.

## Diskografie

### Alben
| Jahr | Titel                                                                    | Höchstplatzierung, Gesamtwochen/‑monate, AuszeichnungChartplatzierungen (Jahr, Titel, Platzierungen, Wochen/Monate, Auszeichnungen, Anmerkungen) | Höchstplatzierung, Gesamtwochen/‑monate, AuszeichnungChartplatzierungen (Jahr, Titel, Platzierungen, Wochen/Monate, Auszeichnungen, Anmerkungen) | Höchstplatzierung, Gesamtwochen/‑monate, AuszeichnungChartplatzierungen (Jahr, Titel, Platzierungen, Wochen/Monate, Auszeichnungen, Anmerkungen) | Höchstplatzierung, Gesamtwochen/‑monate, AuszeichnungChartplatzierungen (Jahr, Titel, Platzierungen, Wochen/Monate, Auszeichnungen, Anmerkungen) | Höchstplatzierung, Gesamtwochen/‑monate, AuszeichnungChartplatzierungen (Jahr, Titel, Platzierungen, Wochen/Monate, Auszeichnungen, Anmerkungen) | Anmerkungen |
| Jahr | Titel                                                                    | DE | AT | CH | UK | US | Anmerkungen |
| ---- | ------------------------------------------------------------------------ | --- | --- | --- | --- | --- | --- |
| 1970 | Concerto for Group and Orchestra                                         | DE22 (3 Mt.)DE | — | — | UK26 (4 Wo.)UK | — | mit Deep Purple und Malcolm Arnold; aufgenommen am 24. September 1969 in der Royal Albert Hall, London                    |
| 1971 | Ekseption 00.04                                                          | DE35 (5 Mt.)DE | — | — | — | — | mit Ekseption; aufgenommen in der Bavo Church Haarlem, den Phonogram Studios Hilversum und den Command Studios London     |
| 1975 | The Orchestral Tubular Bells                                             | — | — | — | UK17 (7 Wo.)UK | — | mit Mike Oldfield; aufgenommen im September 1974 im Manor Mobile                                                          |
| 1977 | Classical Gold                                                           | — | — | — | UK22 (13 Wo.)UK | — | |
| 1978 | Classical Gold Volume 2                                                  | — | — | — | UK31 (4 Wo.)UK | — | Box mit 4 LPs |
| 1981 | Hooked on Classics / Classic Disco                                       | DE1 (12 Wo.)DE | AT1 (1½ Mt.)AT | — | UK4 Platin · (39 Wo.)UK | US4 Platin · (68 Wo.)US | Dirigent: Louis Clark |
| 1982 | Hooked on Classics 2 – Can’t Stop the Classics / Non-Stop Classics       | DE17 (6 Wo.)DE | — | — | UK13 Gold · (23 Wo.)UK | US33 Gold · (41 Wo.)US | Dirigent: Louis Clark |
| 1983 | Hooked on Classics 3 – Journey Through the Classics                      | — | — | — | UK19 (16 Wo.)UK | US89 (14 Wo.)US | Dirigent: Louis Clark |
| 1983 | Love Classics                                                            | — | — | — | UK30 Silber · (9 Wo.)UK | — | Dirigent: Nick Portlock                                                                                                   |
| 1983 | The Best of Hooked on Classics 1981–1984                                 | — | — | — | UK51 Silber · (6 Wo.)UK | — | Dirigent: Louis Clark |
| 1984 | Serenade – The Romantic Guitar of Juan Martín                            | — | — | — | UK21 (9 Wo.)UK | — | |
| 1984 | As Time Goes By                                                          | — | — | — | UK95 (2 Wo.)UK | — | Dirigent: Harry Rabinovitz                                                                                                |
| 1984 | The Themes Album Vol. 1                                                  | — | — | — | UK43 (3 Wo.)UK | — | Kompilation |
| 1985 | The Classic Touch                                                        | — | — | — | UK17 (18 Wo.)UK | — | mit Richard Clayderman |
| 1987 | Elgar Cello Concerto                                                     | — | — | — | UK94 (1 Wo.)UK | — | Komposition: Sir Edward Elgar, Cello: Julian Lloyd Webber                                                                 |
| 1988 | Hooked on Rhythm & Classics / The Classics in Rhythm                     | — | — | — | — | — | Dirigent: Louis Clark |
| 1990 | Opera Extravaganza                                                       | — | — | — | UK72 (1 Wo.)UK | — | mit London Symphony Orchestra; Chorus: Royal Opera House; Dirigent: Luis Cobos                                            |
| 1990 | Music for the Last Night of the Proms                                    | — | — | — | UK39 (4 Wo.)UK | — | aufgenommen vom 2.–4. Juni 1990 in den EMI Studios, Abbey Road, London, Dirigent: Sir Charles Groves                      |
| 1990 | Seriously Orchestral … Hits of Phil Collins / Plays Hits of Phil Collins | — | — | CH22 (5 Wo.)CH | UK31 Silber · (6 Wo.)UK | — | aufgenommen in den CTS Studios, London, Dirigent und Produzent: Louis Clark                                               |
| 1990 | Lloyd Webber Plays Lloyd Webber                                          | — | — | — | UK15 Gold · (14 Wo.)UK | — | Dirigent: Barry Wordsworth, Cello: Julian Lloyd Webber                                                                    |
| 1990 | My Classic Collection                                                    | — | — | — | UK29 (7 Wo.)UK | — | mit Richard Clayderman |
| 1991 | Brahms – Violin Concerto                                                 | — | — | — | UK16 (12 Wo.)UK | — | Dirigent: Klaus Tennstedt, Violine: Nigel Kennedy                                                                         |
| 1991 | Michael Crawford Performs Andrew Lloyd Webber                            | — | — | — | UK3 ×2Doppelplatin · (36 Wo.)UK | — | mit Michael Crawford |
| 1992 | Plays Abba                                                               | — | — | CH94 (1 Wo.)CH | — | — | Dirigent: Louis Clark |
| 1992 | Plays Genesis – Hits and Ballads                                         | DE49 (11 Wo.)DE | — | — | — | — | |
| 1992 | The Very Best of Richard Clayderman                                      | — | — | — | UK47 (5 Wo.)UK | — | mit Richard Clayderman |
| 1993 | Plays Hits of Freddie Mercury & Queen – We Are the Champions             | DE92 (3 Wo.)DE | — | — | — | — | Dirigent: Hermann Weindorf, Schlagzeug: Curt Cress; aufgenommen in den CTS Studios, London und den Pilot Studios, München |
| 1994 | My Heart’s Delight                                                       | — | — | — | UK44 (5 Wo.)UK | — | mit Luciano Pavarotti |
| 1994 | Big Screen Classics                                                      | — | — | — | UK49 (3 Wo.)UK | — | |
| 1996 | Amazing                                                                  | — | — | — | UK49 (2 Wo.)UK | — | mit Elkie Brooks; aufgenommen in den Air Lyndhurst Studios; Dirigent: Tony Britten                                        |
| 1997 | Plays Hits of Elton John – Candle in the Wind                            | DE76 (1 Wo.)DE | — | — | — | — | |
| 1998 | Philharmania Vol. 1                                                      | DE80 (3 Wo.)DE | — | — | — | — | Dirigent, Produzent, Klavier: Mike Batt, Track 13: Not Fade Away mit Status Quo                                           |
| 1999 | Hooked on Classics 2000                                                  | — | — | — | UK88 (1 Wo.)UK | — | Dirigent: Tolga Kashif |
| 2002 | The Queen Symphony                                                       | — | AT67 (2 Wo.)AT | — | UK— SilberUK | — | Dirigent: Tolga Kashif |
| 2004 | Symphonic Rock                                                           | — | — | — | UK42 (2 Wo.)UK | — | |
| 2010 | Live in Berlin                                                           | DE13 (17 Wo.)DE | AT22 (6 Wo.)AT | CH51 (6 Wo.)CH | — | — | mit Sting |
| 2011 | A Tender Light                                                           | — | — | — | UK78 (2 Wo.)UK | — | mit Tenebrae Choir London; Aufnahme: Church of St. Jude-on-the-Hill; Komponist: Paul Mealor; Dirigent: Nigel Short        |
| 2015 | Pete Townshend’s Classic Quadrophenia                                    | — | — | — | UK32 (3 Wo.)UK | — | Dirigent: Robert Ziegler mit Pete Townshend, Alfie Boe, Billy Idol, Phil Daniels, Orchestrierung: Rachel Fuller           |
| 2015 | If I Can Dream                                                           | DE34 (4 Wo.)DE | AT2 Gold · (9 Wo.)AT | CH27 (8 Wo.)CH | UK1 ×3Dreifachplatin · (47 Wo.)UK | US21 (8 Wo.)US | mit Elvis Presley |
| 2015 | Explosive                                                                | DE4 (20 Wo.)DE | AT4 (19 Wo.)AT | CH7 (18 Wo.)CH | — | — | David Garrett mit Franck van der Heijden und Royal Philharmonic Orchestra                                                 |
| 2015 | Weihnachten                                                              | DE1 ×6Sechsfachplatin · (71 Wo.)DE | AT1 ×8Achtfachplatin · (54 Wo.)AT | CH2 (54 Wo.)CH | — | — | mit Helene Fischer, Doppelalbum                                                                                           |
| 2016 | The Wonder of You                                                        | DE11 (15 Wo.)DE | AT7 Gold · (14 Wo.)AT | CH15 (14 Wo.)CH | UK1 Platin · (27 Wo.)UK | US47 (2 Wo.)US | mit Elvis Presley |
| 2017 | Elvis Symphonique                                                        | — | — | CH28 (5 Wo.)CH | — | — | mit Elvis Presley |
| 2017 | Christmas                                                                | — | AT25 (4 Wo.)AT | CH66 (5 Wo.)CH | UK6 Gold · (13 Wo.)UK | US73 (5 Wo.)US | mit Elvis Presley |
| 2017 | A Brand New Me                                                           | DE64 (1 Wo.)DE | — | CH57 (2 Wo.)CH | UK45 (2 Wo.)UK | — | mit Aretha Franklin |
| 2018 | Unchained Melodies                                                       | — | — | — | UK3 Gold · (13 Wo.)UK | — | mit Roy Orbison |
| 2018 | True Love Ways                                                           | — | — | — | UK10 Gold · (13 Wo.)UK | — | mit Buddy Holly |
| 2018 | Carpenters with the Royal Philharmonic                                   | — | — | — | UK8 Gold · (11 Wo.)UK | — | mit The Carpenters |
| 2019 | A Love So Beautiful                                                      | — | — | — | UK22 (1 Wo.)UK | — | mit Roy Orbison |
| 2019 | Symphonie meines Lebens                                                  | DE9 Gold · (35 Wo.)DE | AT2 (16 Wo.)AT | CH25 (10 Wo.)CH | — | — | mit Howard Carpendale |
| 2019 | You’re in My Heart: Rod Stewart with the Royal Philharmonic Orchestra    | DE23 (6 Wo.)DE | AT44 (1 Wo.)AT | CH48 (1 Wo.)CH | UK1 (18 Wo.)UK | — | Erstveröffentlichung: 22. November 2019 mit Rod Stewart                                                                   |
| 2019 | Christmas with the Stars & the Royal Philharmonic Orchestra              | — | — | — | UK21 (4 Wo.)UK | — | Erstveröffentlichung: 29. November 2019                                                                                   |
| 2020 | Disney Goes Classical                                                    | — | — | CH74 (1 Wo.)CH | — | — | |
| 2020 | Symphonie meines Lebens 2                                                | DE7 (20 Wo.)DE | AT6 (11 Wo.)AT | CH13 (12 Wo.)CH | — | — | mit Howard Carpendale |
| 2021 | Happy Christmas                                                          | DE3 (5 Wo.)DE | AT4 (4 Wo.)AT | CH13 (4 Wo.)CH | — | — | mit Howard Carpendale |
| 2021 | Motown – A Symphony of Soul                                              | — | — | — | UK21 (5 Wo.)UK | — | |
| 2022 | Bond 25                                                                  | — | — | — | UK78 (1 Wo.)UK | — | |
| 2023 | A Symphonic Celebration                                                  | DE6 (3 Wo.)DE | — | CH72 (1 Wo.)CH | — | US74 (1 Wo.)US | mit Joe Hisaishi |
| 2023 | Drastic Symphonies                                                       | DE17 (1 Wo.)DE | AT42 (1 Wo.)AT | CH10 (2 Wo.)CH | UK4 (1 Wo.)UK | US54 (1 Wo.)US | mit Def Leppard |

grau schraffiert: keine Chartdaten aus diesem Jahr verfügbar

### Singles
| Jahr | Titel Album                                                                    | Höchstplatzierung, Gesamtwochen/‑monate, AuszeichnungChartplatzierungen (Jahr, Titel, Album, Platzierungen, Wochen/Monate, Auszeichnungen, Anmerkungen) | Höchstplatzierung, Gesamtwochen/‑monate, AuszeichnungChartplatzierungen (Jahr, Titel, Album, Platzierungen, Wochen/Monate, Auszeichnungen, Anmerkungen) | Höchstplatzierung, Gesamtwochen/‑monate, AuszeichnungChartplatzierungen (Jahr, Titel, Album, Platzierungen, Wochen/Monate, Auszeichnungen, Anmerkungen) | Höchstplatzierung, Gesamtwochen/‑monate, AuszeichnungChartplatzierungen (Jahr, Titel, Album, Platzierungen, Wochen/Monate, Auszeichnungen, Anmerkungen) | Höchstplatzierung, Gesamtwochen/‑monate, AuszeichnungChartplatzierungen (Jahr, Titel, Album, Platzierungen, Wochen/Monate, Auszeichnungen, Anmerkungen) | Anmerkungen                                                |
| Jahr | Titel Album                                                                    | DE | AT | CH | UK | US | Anmerkungen                                                |
| ---- | ------------------------------------------------------------------------------ | --- | --- | --- | --- | --- | ---------------------------------------------------------- |
| 1981 | Hooked on Classics                                                             | DE18 (13 Wo.)DE | AT6 (3 Mt.)AT | — | UK2 Silber · (11 Wo.)UK | US10 (20 Wo.)US |                                                            |
| 1981 | Hooked on Can Can Hooked on Classics                                           | — | — | — | UK47 (3 Wo.)UK | — |                                                            |
| 1982 | BBC World Cup Grandstand Action Replay (BBC Sporting Themes)                   | — | — | — | UK61 (3 Wo.)UK | — | Dirigent: Harry Rabinowitz, Produzent: Andrew Lloyd Webber |
| 1982 | If You Knew Sousa (And Friends) Hooked on Classics 2 – Can’t Stop the Classics | — | — | — | UK71 (2 Wo.)UK | — | Dirigent: Louis Clark                                      |
| 1989 | Mixed Up Classics –                                                            | — | — | — | UK88 (2 Wo.)UK | — |                                                            |
| 2015 | Fröhliche Weihnacht überall Weihnachten/Merry Christmas                        | DE90 (3 Wo.)DE | — | — | — | — | mit Helene Fischer                                         |
| 2015 | Rudolph, the Red-Nosed Reindeer Weihnachten/Merry Christmas                    | DE88 (2 Wo.)DE | AT72 (1 Wo.)AT | — | — | — | mit Helene Fischer                                         |

## Auszeichnungen für Musikverkäufe
| Silberne Schallplatte - Vereinigtes Königreich - 2013: für das Album The Music Of Queen - 2019: für das Album Carpenters With The Royal Philharmonic - 2019: für das Album The Beach Boys With The Royal - 2021: für das Album Johnny Cash and the Royal Philharmonic Orchestra Platin-Schallplatte - Vereinigtes Königreich - 2019: für das Album A Love So Beautiful |

Anmerkung: Auszeichnungen in Ländern aus den Charttabellen bzw. Chartboxen sind in ebendiesen zu finden.
| Land/RegionAuszeichnungen für Musikverkäufe (Land/Region, Auszeichnungen, Verkäufe, Quellen) | Silber     | Gold       | Platin       | Verkäufe  | Quellen           |
| -------------------------------------------------------------------------------------------- | ---------- | ---------- | ------------ | --------- | ----------------- |
| Deutschland (BVMI)                                                                           | —          | Gold1      | 6× Platin6   | 1.300.000 | musikindustrie.de |
| Österreich (IFPI)                                                                            | —          | 2× Gold2   | 8× Platin8   | 135.000   | ifpi.at           |
| Vereinigte Staaten (RIAA)                                                                    | —          | Gold1      | Platin1      | 1.500.000 | riaa.com          |
| Vereinigtes Königreich (BPI)                                                                 | 9× Silber9 | 6× Gold6   | 8× Platin8   | 3.480.000 | bpi.co.uk         |
| Insgesamt                                                                                    | 9× Silber9 | 10× Gold10 | 23× Platin23 |           |                   |